# Mangroven-Nachtbaumnatter
Die Mangroven-Nachtbaumnatter oder der Ularburong (Boiga dendrophila) ist eine Schlangenart aus der Familie der Nattern (Colubridae). Sie gehört zu den Trugnattern, die aber heute nicht mehr als einheitliche Verwandtschaftsgruppe angesehen wird. Wie alle Nachtbaumnattern (Boiga) besitzt sie opistoglyphe Giftzähne. Ihr Gift ruft Lähmungen hervor, die spezifisch bei Vögeln irreversibel sind. Diese Schlangenart kommt mit neun Unterarten im tropischen Südostasien vor.

## Merkmale
Mangroven-Nachtbaumnattern sind schlanke Schlangen, die eine Länge von durchschnittlich 1,6 bis 2,0 m, maximal etwa 2,5 m erreichen. Der Körper ist seitlich leicht abgeflacht und auffällig blauschwarz mit schwefelgelben bis weißen Querstreifen. Bei den verschiedenen Unterarten ist diese Querstreifung durchaus unterschiedlich, beispielsweise sind die gelben Streifen bei B. d. melanota auf dem Rücken unterbrochen und werden an den Flanken breiter. Die Bauchseite ist blau- bis grauschwarz, gelblich oder gelb gefleckt. Der vom schmalen Körper deutlich abgesetzte ovale Kopf ist schwarz und kann gelbe Flecken aufweisen. Die Kehle ist gelb, ebenso wie die acht Oberlippen- und elf Unterlippenschilde, die voneinander deutlich schwarz abgegrenzt sind. Die Augen sind verhältnismäßig groß und die Pupillen sind senkrecht geschlitzt. Es sind ein Prä- und zwei Postocularschilde sowie ein Scutum loreale vorhanden. Der Rumpf weist in der Mitte 21 bis 23 Reihen Schuppen auf. Die Tiere haben 209 bis 239 Ventralschilde, 78 bis 110 paarige Subkaudalschilde und einen ungeteilten Analschild. Die Weibchen sind unwesentlich größer als die Männchen. Die Jungtiere sind in der Regel genauso gefärbt wie die adulte Tiere. Ausgenommen davon ist die Unterart B. d. gemmicincta, bei der die Jungtiere schwarz-gelb gefärbt sind, jedoch im Adultstadium nur noch die schwarze Farbe zeigt.

## Lebensweise

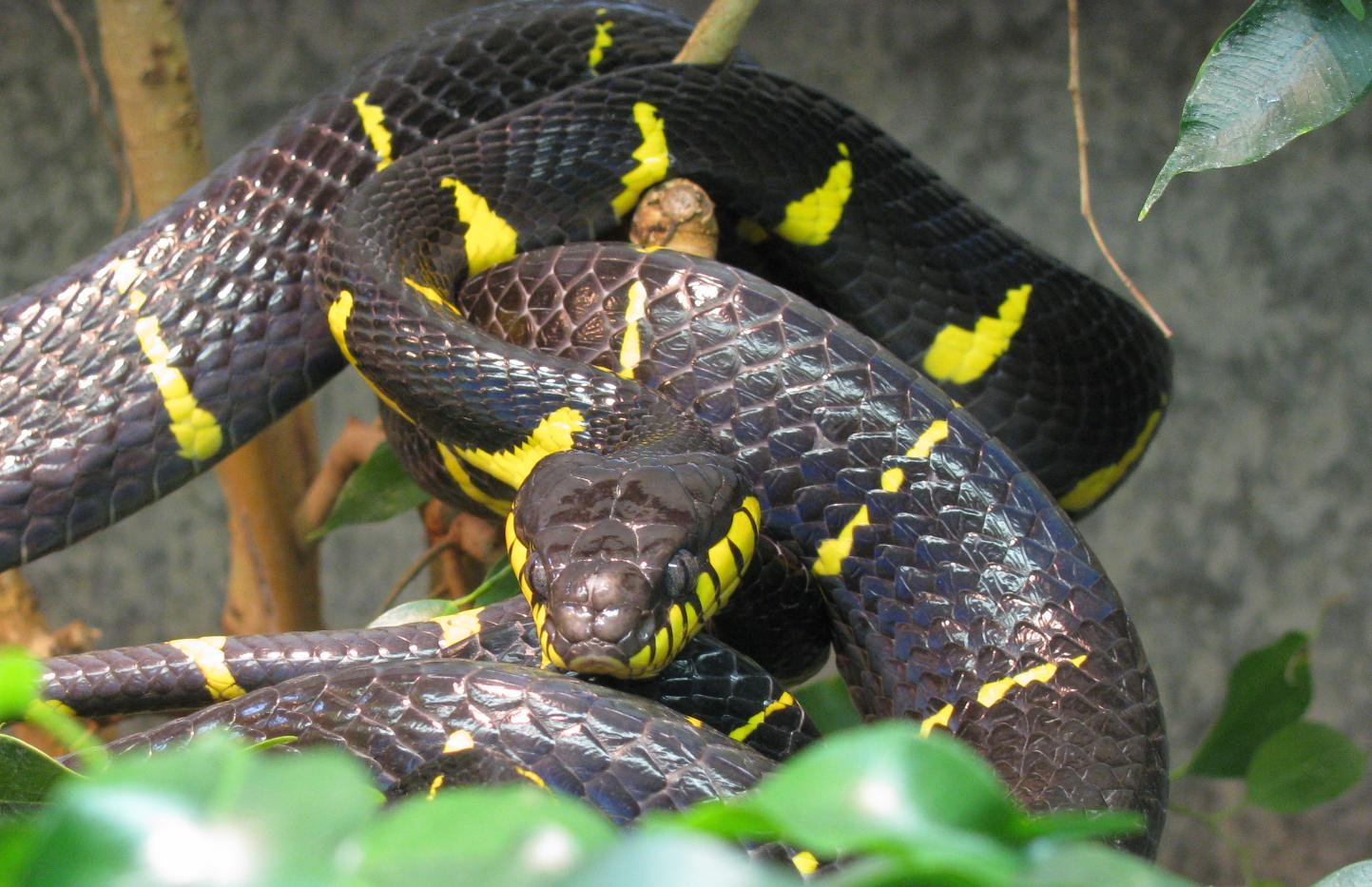
Eine Unterart der Mangroven-Nachtbaumnatter, bei der die gelben Querstreifen auf dem Rücken unterbrochen sind und sich zur Bauchseite hin stark verbreitern.

Die Mangroven-Nachtbaumnatter lebt in tropischen Regen- und Mangrovenwäldern. Die Tiere sind vorwiegend nacht- und dämmerungsaktiv und verstecken sich tagsüber in dichtem Blattwerk oder in hohlen Baumstämmen. Sie halten sich bevorzugt in Wassernähe auf und können gut schwimmen, lassen sich aber nur selten zum Boden herab. Als Beute dienen Vögel und deren Gelege, Säugetiere, Echsen, Schlangen und Amphibien, die per giftigem Biss oder durch Erdrosseln getötet werden. Bei Bedrohung wird der Kopf in Angriffshaltung nach hinten gebogen, die schwarz-gelben Schuppen an der Lippe zur Schau gestellt, mit dem Schwanz gezittert und häufig mehrfach zugestoßen oder der Feind wird mit dem geöffneten Rachen eingeschüchtert. Der Biss ist für einen Menschen schmerzhaft und führt zu Übelkeit, aber das Gift ist so schwach, dass ein Biss kaum ernste Folgen hat.
Die Paarung findet von Mai bis Juni meist am Boden statt und kann mehrere Stunden dauern. Nach 100 bis 120 Tagen werden 4 bis 15 Eier gelegt.

## Toxikologie

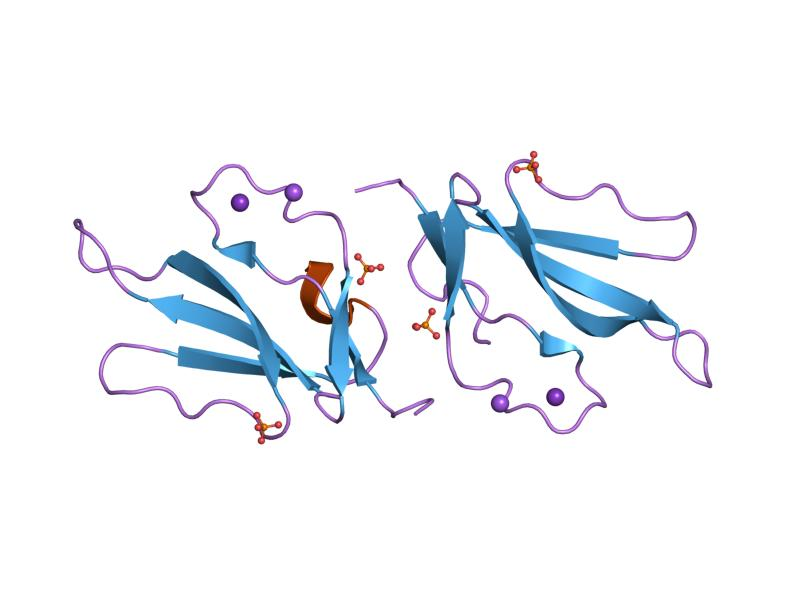
Denmotoxin

Im Sekret der Duvernoy'schen Drüsen von Boiga dendrophila wurde das monomere Polypeptid Denmotoxin nachgewiesen. Dieses besitzt eine „Drei-Finger-Struktur“ und ist das erste Toxin mit solcher Struktur, das im Gift einer Art der Colubridae nachgewiesen wurde. Es besitzt 77 Aminosäurereste mit vier Disulfidbrücken und eine fünfte Disulfidbrücke in der ersten Schleife. Sieben Reste liegen am Amino-Terminus, welcher durch einen Pyroglutaminsäurerest blockiert wird. An der motorischen Endplatte blockiert Denmotoxin als postsynaptischer Antagonist die nikotinergen Rezeptoren des Acetylcholins, wodurch eine Lähmung der Skelettmuskulatur eintritt. Die Aktivität von Denmotoxin ist an den Rezeptoren von Vögeln (der Hauptnahrung der Schlange) etwa hundert Mal stärker als an den Rezeptoren von Mäusen (Säugetiere; hier reversibel) und zudem irreversibel. Demnach ist Denmotoxin spezifisch wirksam gegenüber Vögeln.

## Systematik
Die Art wurde 1827 von Boie als Dipsas dendrophila mit Java als Terra typica beschrieben. Derzeit sind neun Unterarten der Mangroven-Nachtbaumnatter anerkannt:
- B. d. annectens (Boulenger, 1896) – auf Borneo
- B. d. dendrophila (Boie, 1827) – auf Java
- B. d. divergens Taylor, 1922 – auf Luzon und dem Polillo-Archipel
- B. d. gemmicincta (Duméril, Bibron & Duméril, 1854) – auf Sulawesi
- B. d. latifasciata (Boulenger, 1896) – auf Mindanao
- B. d. levitoni Gaulke, Demegillo & Vogel 2005 – auf Panay und wahrscheinlich den westlichen Visayas
- B. d. melanota (Boulenger 1896) – auf der Malaiischen Halbinsel, Singapur und Sumatra
- B. d. multicincta (Boulenger, 1896) – auf Balabac und Palawan
- B. d. occidentalis Brongersma 1934 – auf Sumatra, den Batu-Inseln, Nias und Pulau Babi